# Заплітний Дмитро Іванович
Дмитро Іванович Заплітний (8 червня 1983, с. Забойки Тернопільського району Тернопільської області — 28 січня 2015, поблизу Дебальцевого Шахтарського району Донецької області) — український військовик, молодший сержант 128-ї гірсько-піхотної бригади (Мукачево), учасник російсько-української війни.

## Життєпис
Дмитро був найстаршим у багатодітній сім'ї. Дуже багато часу проводив з молодшим братом Павлом та двоюрідними Тарасом, Павлом та Василем, які були для нього, немов рідні. Дуже любив свою наймолодшу сестру Оксану. Одруженим не був.
Проживав у м. Тернопіль. Навчався у Тернопільській загальноосвітній школі № 26 (1-9 класи), закінчив Тернопільське вище професійне училище № 4 імені Михайла Паращука, за спеціальністю — столяр з виготовлення художніх виробів з деревини. Займався греко-римською боротьбою. Призваний у серпні, після навчання захищав Україну в Донецькій області.

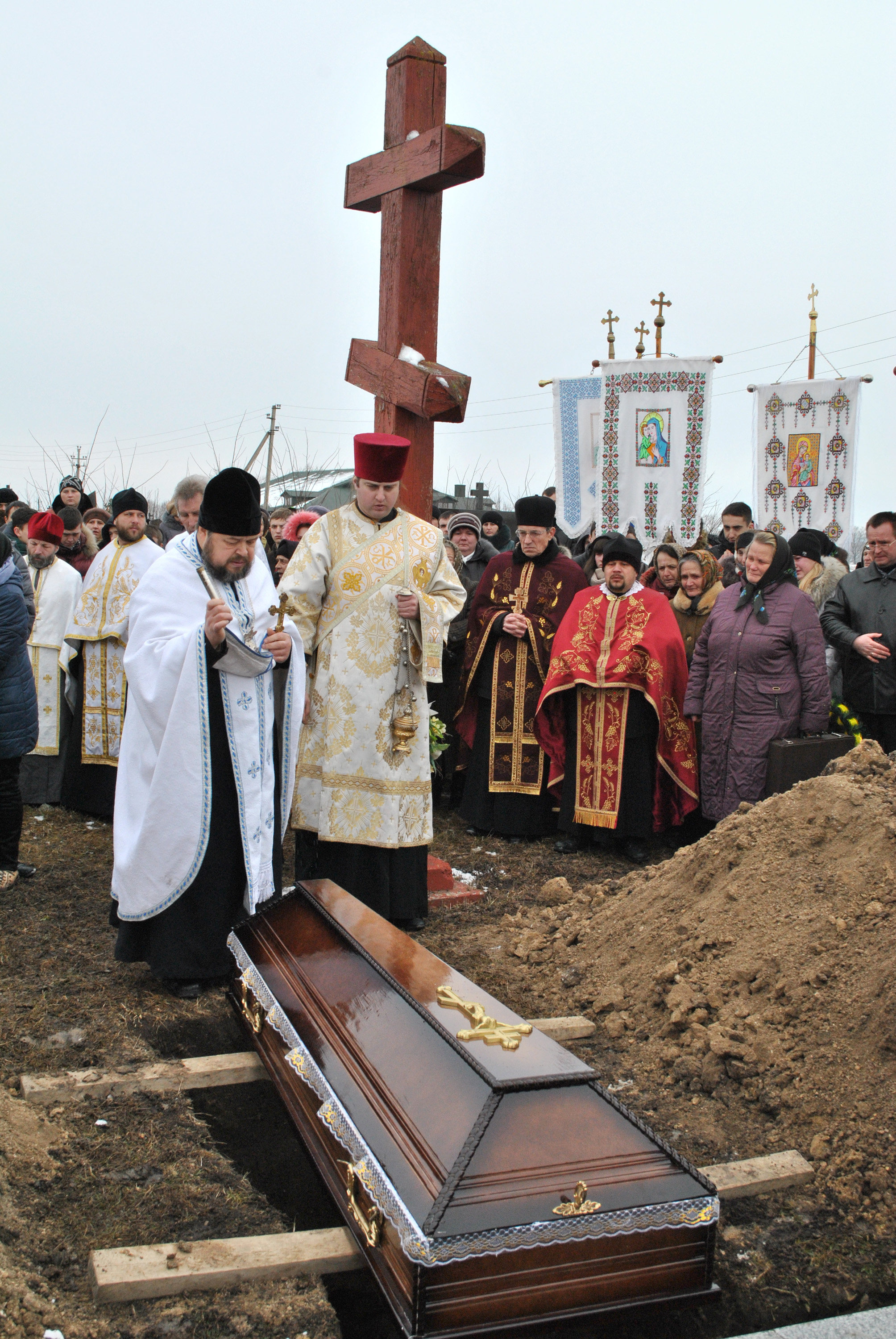
Поховання Дмитра Заплітного

Загинув 28 січня 2015 під час артилерійського обстрілу в Шахтарському районі Донецької області (в районі Дебальцевого).
Поховали Дмитра Заплітного в рідних Забойках 4 лютого.

## Нагороди та вшанування
- Указом Президента України № 282/2015 від 23 травня 2015 року, «за особисту мужність і високий професіоналізм, виявлені у захисті державного суверенітету та територіальної цілісності України, вірність військовій присязі», нагороджений орденом «За мужність» III ступеня (посмертно)[1].
- почесний громадянин Тернопільської області (26 серпня 2022, посмертно)[2];
- 18 серпня 2015 року рішенням Тернопільської міської ради присвоєно звання «Почесний громадянин міста Тернополя» (посмертно)[3].
- 21 вересня 2015 року на фасаді Тернопільської ЗОШ № 26, де навчався Дмитро, відкрили пам'ятну дошку[4].
- Вшановується в меморіальному комплексі «Зала пам'яті», в щоденному ранковому церемоніалі 28 січня[5][6].